# 广东省通信管理局
广东省通信管理局，是隶属于广东省人民政府和中华人民共和国工业和信息化部的通信行业管理部门，是工业和信息化部派出机构。
广东省通信管理局负责对广东省辖境内的通信行业特别是电信市场的管理和监督。

## 职责
根据《中央机构编制委员会办公室关于进一步明确工业和信息化部派驻地方通信管理局主要职责有关事宜的批复》（中央编办复字〔2012〕17号）、《工业和信息化部办公厅关于印发广东省通信管理局主要职责内设机构和人员编制规定的通知》，广东省通信管理局承担下列职能：
1. 贯彻执行通信行业管理政策法规，统筹规划广东省公用通信网、互联网、专用通信网并实行行业管理；监测分析广东省通信业运行态势并发布引导信息，协调解决行业运行发展中的有关问题；承担推动实施广东省“三网融合”的有关工作；负责实施网络强国与“宽带中国”战略，推动全光网城市建设，打造现代互联网产业体系。
2. 协调广东省公用通信网、互联网、专用通信网的建设，促进资源共享；受工业和信息化部委托，负责广东省重要通信设施建设管理；监督管理广东省通信建设市场；指导广东省通信业加强安全生产管理工作。
3. 依法监督管理广东省电信与信息服务市场; 会同有关部门监督管理电信服务资费和质量；保障普遍服务，推动行业自律；根据授权负责广东省通信网码号、互联网域名和地址等资源的管理；监管广东省公用通信网、互联网、专用通信网互联互通和公平接入。
4. 组织协调广东省应急通信及其他重要通信保障工作；按分工承担广东省国防通信信息动员和战备通信相关工作；管理广东省党政专用通信工作。
5. 协调管理广东省公用通信网、互联网、专用通信网网络信息安全平台；监管广东省网络运行安全；拟订广东省电信网络安全防护政策并组织实施；负责广东省网络安全应急管理和处置；受工业和信息化部委托，配合开展广东省特殊通信、网络环境和信息治理有关工作，配合处理网络有害信息；拟订广东省通信管制措施并组织实施。
6. 承办工业和信息化部及中共广东省委、广东省人民政府交办的其他事项。

## 机构设置
根据《工业和信息化部办公厅关于印发广东省通信管理局主要职责内设机构和人员编制规定的通知》，广东省通信管理局设置下列机构：

### 内设机构
- 办公室（人事处、机关党委）
- 政策法规处（监察处）
- 信息通信发展处（战备应急通信办公室）
- 信息通信管理处
- 网络安全管理处（互联网管理处）
- 建设管理处

### 派出机构
- 深圳市通信管理局（副司局级）

### 直属事业单位
- 工业和信息化部广州互联网交换中心
- 广东省通信工程质量监督中心
- 广东通信行业职业技能鉴定中心

### 主管社会团体
- 广东省通信行业协会
- 广东省通信学会
- 广东省互联网协会

## 业务
广东省通信管理局管理范围在行政区划上包括广东省及所属的深圳市。在此范围内注册的与通信相关的产业均由该局监督管理。此外，如果电信设备物理位置位于广东而拥有该设备产权的公司不在广东省注册，设备仍然会受到广东省通信管理局管理。